# Europahütte
Die Europahütte ist eine Schweizer Berghütte auf der Westseite des Mischabelmassivs. Sie liegt oberhalb von Randa und unterhalb vom Dom auf einer Höhe von 2265 m ü. M. Die Höhe wird vielfach mit 2220 m falsch angegeben, so auch auf der Beschilderung an der Hütte und auf ihrer Website.

## Lage
Die Europahütte befindet sich am Europaweg kurz vor seiner Kreuzung mit dem Anstiegsweg zur Domhütte und ist ein wichtiger Stützpunkt dieses Höhenwanderwegs. Sie wurde von 1998 bis 1999 gebaut und gehört der Gemeinde Randa. Sie wird nur im Sommer bewirtschaftet und hat keinen Winterraum.

## Aufstieg
Der direkte Aufstieg erfolgt von Randa (1439 m) über den Lärchberg in 2 ¼ Stunden.

## Höhenweg
Der Europaweg ist seit 2008 als zweite und dritte Etappe der Route 27 "Swiss Tour Monte Rosa" von Grächen bis Zermatt durch Schweizer Wanderwege signalisiert. Die erste Etappe entspricht dem früheren Höhenweg Saas Fee – Hannigalp, mit Abstieg nach Grächen.
Wegen eines Felssturzes mit Zerstörung der Europabrücke (Randa) war die dritte Etappe zwischen der Täschalp und Tuferten gesperrt. Im Juli 2017 wurde die Charles Kuonen Hängebrücke eröffnet.

## Bergtouren und Übergang zu anderen Hütten
Ein steiler Aufstieg führt nach Südosten zur Domhütte (2940 m), von dort kann man die Gipfel des Mischabelmassivs ersteigen.
Von der Europahütte führt der Europaweg in nördlicher Richtung über Gasenried nach Grächen, dabei kann vor Gasenried und dem Grat beim Mittelberg auf 2562 m ü. M. die Abzweigung zur Bordierhütte (2886 m) genommen werden.
In südlicher Richtung führt der Europaweg nach Zermatt. Hier kreuzt sich der Europaweg mit dem Weg von Täsch zur Täschhütte (2701 m).